# Lodewijk van Nassau-Ottweiler
Lodewijk van Nassau-Ottweiler (Ottweiler 16 februari 1661 - Den Haag 19/29 december 1699) was schout-bij-nacht bij de Staatse vloot. Hij stamt uit het Huis Nassau-Ottweiler.

## Biografie
Lodewijk was de vijfde zoon van graaf Johan Lodewijk van Nassau-Ottweiler en Dorothea Catharina van Palts-Birkenfeld-Bischweiler, dochter van paltsgraaf Christiaan I van Palts-Birkenfeld-Bischweiler en Magdalena Catharina van Palts-Zweibrücken.
Lodewijk was eerst hopman bij de Staatse infanterie. Hij diende na 1683 op de Staatse vloot en nam in 1692 deel aan de Zeeslag bij La Hougue. Hij werd in 1695 kolonel, en ten slotte schout-bij-nacht.
Lodewijk huwde te Den Haag in 1694 met Amelie Louise van Hornes (gedoopt Den Haag 19 augustus 1665 - .. januari 1728), dochter van graaf Willem Adriaan van Hornes, baron van Kessel, heer van Batenburg en Anna van Nassau-Grimhuizen. Uit het huwelijk werden geen kinderen geboren.